# Receptor de ácido retinoico beta
El receptor de ácido retinoico beta (RARB), también conocido como NR1B2 (de sus siglas en inglés "nuclear receptor subfamily 1, group B, member 2"), es un receptor nuclear codificado, en humanos, por el gen rarB.
El receptor de ácido retinoico beta es un miembro de la superfamilia de receptores de hormonas tiroideas y esteroideas de receptores nucleares. Este receptor se localiza en el citoplasma y en compartimentos subnucleares. Se une al ácido retinoico, la forma biológicamente activa de la vitamina A, que actúa como intermediario de la señalización celular en procesos de morfogénesis embrionaria, crecimiento celular y diferenciación. Se piensa que esta proteína limita el crecimiento de muchos tipos de células mediante regulación de la expresión génica. El primer gen identificado lo fue en un carcinoma hepatocelular, flanqueando el sitio de integración del virus de la hepatitis B. El gen rarB expresa al menos dos variantes transcripcionales que ya han sido caracterizadas. También se ha descrito una tercera variante de la cual aún no se ha determinado su tamaño total.

## Interacciones
El receptor de ácido retinoico beta ha demostrado ser capaz de interaccionar con:
- NURR1[2]